# Tweeriviere
Tweeriviere è un centro abitato sudafricano situato nella municipalità distrettuale di Sarah Baartman nella provincia del Capo Orientale.

## Geografia fisica
Il piccolo centro abitato sorge nel Langkloof nelle vicinanze della cittadina di Joubertina a circa 175 chilometri a ovest della città di Port Elizabeth. 